# Biosyntéza (psychoterapie)
Biosyntetická psychoterapie (BP) je komplexní psychoterapeutická metoda, která vychází z humanistické tradice, zaměřuje se na celostní přístup a opírá se o psychodynamický a somatický pohled na člověka. Biosyntetická psychoterapie klade důraz na integraci životních procesů – a to tělesného (pohybového), prožitkového (emocionálního) a mentálního (kognitivního).
K základním východiskům biosyntetické psychoterapie patří:
1. psychosomatické uvažování – provázanost a vzájemné zrcadlení psychických a tělesných procesů,
2. integrativní přístup při nahlížení na člověka a na jeho individuální potřeby,
3. důvěra ve vnitřní zdroje klienta a jeho přirozenou schopnost sebeúzdravy, růstu a rovnováhy,
4. práce s těmito zdroji v celostním pojetí člověka: v mysli, pocitech, těle, ale i na sociální a transpersonální rovině.

Biosyntetická psychoterapie vychází z biosyntézy založené v 70. letech 20. století Davidem Boadellou, který je jedním z hlavních průkopníků a představitelů terapeutické práce s tělem v psychoterapii. V říjnu 1998 byla v Bruselu biosyntéza uznána (EAP) jako první akreditovaná metoda v oblasti somatické psychoterapie. BP se osamostatnila v roce 2018 se záměrem navázat na základní Boadellovy principy, dále je rozvíjet a obohatit způsobem, který odpovídá současné psychoterapeutické péči v Evropě. To představuje především zakotvení těchto principů v obecnějším psychoterapeutickém rámci, orientaci na ucelený terapeutický proces. Při výuce této metody usiluje o naplnění celoevropsky uznávaných akreditačních standardů pro psychoterapeutické výcviky.
Ve svém uvažování integruje biosyntetická psychoterapie do pojetí biosyntézy zejména tyto aspekty:
1. návrat ke kořenům – s využitím znalosti psychodynamického pohledu na člověka začleňuje do terapeutické práce práci s přenosem a protipřenosem, teorii attachmentu a objektních vztahů
2. nové poznatky z oblasti neurověd (neuroplasticita, zrcadlící neurony, polyvagální teorie, mindfulness), embryologie a epigenetiky
3. ukotvená spiritualita a etika při práci s tělem a s přesahovými tématy
4. práce s traumatem – osobním i transgeneračním

Při práci s klienty využívá BP procesuální přístup. Nezaměřuje se pouze na patologii a problémy, ale svoji pozornost obrací především k momentům zdraví a vnitřní síly klienta. Ty pak specifickými technikami dále rozvíjí, podobně jako jeho vnitřní signály a pohybové projevy.
Proces biosyntetické psychoterapie může zahrnovat:
- pohybovou práci se svalovým tonem a rozvíjením pohybu a všímavosti klienta k vlastnímu tělu,
- práci s dechovým rytmem
- práci s kontejnováním a uvolňováním emocí
- práci s restriktivními a tvořivými obrazy a jejich vyjádřením
- práci s přesahovými tématy

Biosyntetická psychoterapie je metoda vhodná pro široké spektrum klientů. Jak pro ty, kteří hledají způsob hlubšího poznání a kontaktu se sebou, cestu pro osobní rozvoj, pro ty, kteří procházejí obtížným životním obdobím, trápí je emocionální, psychosomatické obtíže, nebo zažívají krizové či posttraumatické stavy. Principy biosyntetické psychoterapie jsou využívány ve formátu krátkodobé i dlouhodobé terapie.